# Campeonato Europeo de Remo de 2015
El IX Campeonato Europeo de Remo se celebró en Poznań (Polonia) entre el 29 y el 31 de mayo de 2015 bajo la organización de la Federación Internacional de Sociedades de Remo (FISA) y la Federación Polaca de Remo.
Las competiciones se realizaron en el lago Malta, al este de la ciudad polaca.

## Medallistas

### Masculino
| Evento                                 | Oro | Plata | Bronce |
| -------------------------------------- | --- | --- | --- |
| Scull individual M1X (31.05)           | Damir Martin · Croacia · 6:41,65 | Ondřej Synek · República Checa · 6:46,40 | Olaf Tufte · Noruega · 6:46,61 |
| Doble scull M2X (31.05)                | Marcel Hacker · Stephan Krüger · Alemania · 6:09,32 | Hugo Boucheron Matthieu Androdias Francia 6:11,14                                                                                                  | Serhi Hryn · Ivan Futryk · Ucrania · 6:15,80 |
| Cuatro scull M4X (31.05)               | Vladislav Riabtsev · Pavel Sorin · Viacheslav Mijailevski · Serguei Fedorovtsev · Rusia · 5:46,10                                                                                | Dmytro Mijai · Artem Morozov · Olexandr Nadtoka · Ivan Dovhodko · Ucrania · 5:46,26                                                                | Jack Beaumont Sam Townsend Graeme Thomas Peter Lambert Reino Unido 5:46,89 |
| Dos sin timonel M2- (31.05)            | James Foad Matthew Langridge Reino Unido 6:27,89 | Germain Chardin Dorian Mortelette Francia 6:28,16                                                                                                  | Miloš Vasić Nenad Beđik Serbia 6:28,94 |
| Cuatro sin timonel M4- (31.05)         | Nathaniel Reilly-O'Donnell Alan Sinclair Thomas Ransley Scott Durant Reino Unido 5:55,77                                                                                         | Ioannis Tsilis · Dionysios Anyelópulos · Yeoryos Tzialas · Ioannis Jristu · Grecia · 5:57,00                                                       | Vadzim Lialin · Dzianis Mihal · Mikalai Sharlap · Ihar Pashevich · Bielorrusia · 5:57,67                                                                                              |
| Ocho con timonel M8+ (31.05)           | Maximilian Munski · Malte Jakschik · Maximilian Reinelt · Eric Johannesen · Anton Braun · Felix Drahotta · Richard Schmidt · Hannes Ocik · Martin Sauer (t) · Alemania · 5:24,23 | Matthew Gotrel Stewart Innes Peter Reed Paul Bennett Mohamed Sbihi Alexander Gregory George Nash William Satch Phelan Hill (t) Reino Unido 5:26,29 | Anton Zarutski · Dmitri Kuznetsov · Artiom Kosov · Nikita Morgachov · Ivan Balandin · Gueorgui Yefremenko · Ivan Podshivalov · Alexandr Kulesh · Pavel Safonkin (t) · Rusia · 5:27,34 |
| Scull individual ligero LM1X (31.05)   | Pierre Houin Francia 6:54,48 | Lukáš Babač · Eslovaquia · 6:56,36 | Rajko Hrvat Eslovenia 6:57,29 |
| Doble scull ligero LM2X (31.05)        | Stany Delayre Jérémie Azou Francia 6:11,38 | Richard Chambers William Fletcher Reino Unido 6:14,33                                                                                              | Kristoffer Brun · Are Strandli · Noruega · 6:15,53 |
| Dos sin timonel ligero LM2- (31.05)    | Joel Cassells Peter Chambers Reino Unido 6:28,58 | Augustin Mouterde Théophile Onfroy Francia 6:28,88                                                                                                 | Jonas Kilthau · Sven Keßler · Alemania · 6:34,60 |
| Cuatro sin timonel ligero LM4- (31.05) | Simon Schürch · Mario Gyr · Lucas Tramèr · Simon Niepmann · Suiza · 5:52,27 | Thibault Colard Guillaume Raineau Thomas Baroukh Franck Solforosi Francia 5:53,69                                                                  | Kasper Jørgensen Jens Vilhelmsen Jacob Barsøe Jacob Larsen Dinamarca 5:53,76 |

### Femenino
| Evento                               | Oro | Plata | Bronce |
| ------------------------------------ | --- | --- | --- |
| Scull individual W1X (31.05)         | Miroslava Knapková · República Checa · 7:30,24 | Jeannine Gmelin · Suiza · 7:32,00 | Tatsiana Kujta · Bielorrusia · 7:33,16 |
| Doble scull W2X (31.05)              | Magdalena Fularczyk · Natalia Madaj · Polonia · 6:55,58 | Donata Vištartaitė · Milda Valčiukaitė · Lituania · 6:57,08 | Victoria Thornley Katherine Grainger Reino Unido 6:59,63 |
| Cuatro scull W4X (31.05)             | Annekatrin Thiele · Marie-Cathérine Arnold · Carina Bär · Lisa Schmidla · Alemania · 6:18,93 | Nicole Beukers · Chantal Achterberg · Inge Janssen · Carline Bouw · Países Bajos · 6:19,54                                                                                       | Agnieszka Kobus · Joanna Leszczyńska · Maria Springwald · Monika Ciaciuch · Polonia · 6:20,87                                                                                        |
| Dos sin timonel W2- (31.05)          | Helen Glover Heather Stanning Reino Unido 6:58,28 | Elisabeth Hogerwerf · Olivia van Rooijen · Países Bajos · 7:04,98 | Cristina Grigoraș · Laura Oprea · Rumania · 7:12,56 |
| Ocho con timonel W8+ (31.05)         | Yuliya Kalinovskaya · Yuliya Inozemtseva · Yelena Lebedeva · Anastasiya Tijanova · Anastasiya Karabelshchikova · Alexandra Fiodorova · Yuliya Popova · Alevtina Savkina · Xeniya Volkova (t) · Rusia · 6:08,06 | Monica Lanz · Jenny de Jong · Lies Rustenburg · Sophie Souwer · Aletta Jorritsma · Claudia Belderbos · Wianka van Dorp · Heleen Boers · Ae-Ri Noort (t) · Países Bajos · 6:09,70 | Mădălina Bereș · Denisa Tîlvescu · Mihaela Petrilă · Ioana Crăciun · Adelina Cojocariu · Irina Dorneanu · Roxana Cogianu · Andreea Boghian · Daniela Druncea (t) · Rumania · 6:12,99 |
| Scull individual ligero LW1X (31.05) | Imogen Walsh Reino Unido 7:37,37 | Emma Fredh · Suecia · 7:37,57 | Judith Anlauf · Alemania · 7:41,82 |
| Doble scull ligero LW2X (31.05)      | Charlotte Taylor Katherine Copeland Reino Unido 7:00,71 | Fini Sturm · Marie-Louise Dräger · Alemania · 7:05,27 | Joanna Dorociak · Weronika Deresz · Polonia · 7:05,36 |

## Medallero
| Núm. | País            | Oro | Plata | Bronce | Total |
| ---- | --------------- | --- | ----- | ------ | ----- |
| 1    | Reino Unido     | 6   | 2     | 2      | 10    |
| 2    | Alemania        | 3   | 1     | 2      | 6     |
| 3    | Francia         | 2   | 4     | 0      | 6     |
| 4    | Rusia           | 2   | 0     | 1      | 3     |
| 5    | República Checa | 1   | 1     | 0      | 2     |
| 5    | Suiza           | 1   | 1     | 0      | 2     |
| 7    | Polonia         | 1   | 0     | 2      | 3     |
| 8    | Croacia         | 1   | 0     | 0      | 1     |
| 9    | Países Bajos    | 0   | 3     | 0      | 3     |
| 10   | Ucrania         | 0   | 1     | 1      | 2     |
| 11   | Eslovaquia      | 0   | 1     | 0      | 1     |
| 11   | Grecia          | 0   | 1     | 0      | 1     |
| 11   | Lituania        | 0   | 1     | 0      | 1     |
| 11   | Suecia          | 0   | 1     | 0      | 1     |
| 15   | Bielorrusia     | 0   | 0     | 2      | 2     |
| 15   | Noruega         | 0   | 0     | 2      | 2     |
| 15   | Rumania         | 0   | 0     | 2      | 2     |
| 18   | Dinamarca       | 0   | 0     | 1      | 1     |
| 18   | Eslovenia       | 0   | 0     | 1      | 1     |
| 18   | Serbia          | 0   | 0     | 1      | 1     |
|      | TOTAL           | 17  | 17    | 17     | 51    |